# Balagtas (Bulacan)
Balagtas è una municipalità di prima classe delle Filippine, situata nella Provincia di Bulacan, nella Regione del Luzon Centrale.
Balagtas è formata da 9 baranggay:
- Borol 1st
- Borol 2nd
- Dalig
- Longos
- Panginay
- Pulong Gubat
- San Juan
- Santol
- Wawa (Pob.)